# Lithosia quadra
Lithosia quadro (Linnaeus, 1757), è un lepridottero appartenente alla famiglia Ereditae, diffuso in Africa e in Europa. 

## Descrizione

### Adulto
Ha un'apertura alare di 40–45 mm. La specie presenta un dimorfismo sessuale molto accentuato. Il maschio ha ali anteriori grigie con sfumatura giallo aranciata alla base estesa al torace.
Nella femmina ciascuna ala anteriore reca due macchie nere di grandezza variabile.

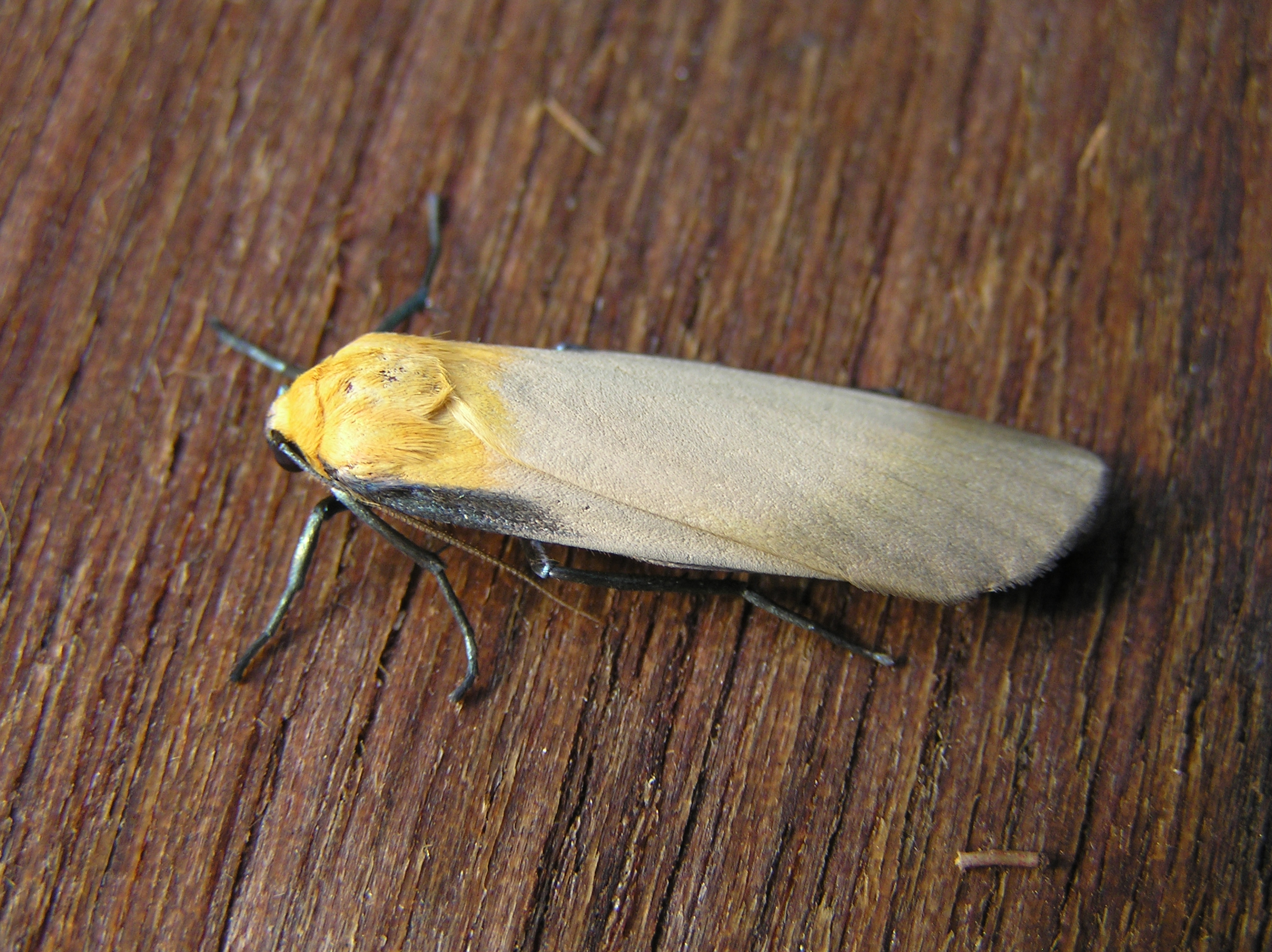
Maschio di Lithosia quadra

### Larva
Il bruco è peloso, di colore grigio scuro e presenta linee longitudinali biancastre con grandi punti rossi.
Si sviluppa su licheni dei tronchi di molti alberi fruttiferi e di latifoglie e conifere forestali, preferendo in particolare Parmelia caperata, Peltigera canina e Xanthoria parietina. In certe annate diventa molto abbondante senza apparente motivo e allora attacca anche le parti verdi degli alberi risultando dannoso.

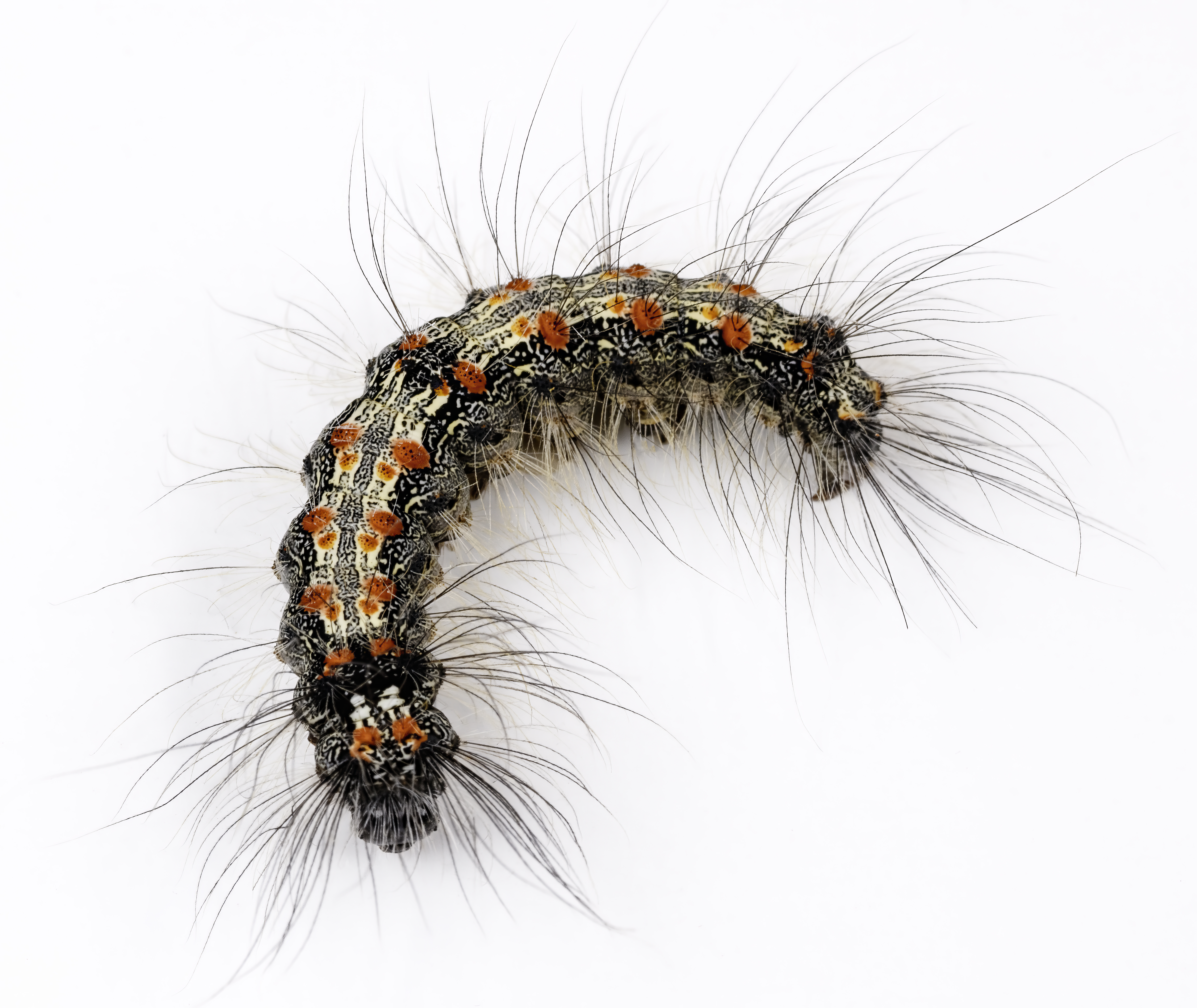

## Biologia
Ha un'unica generazione annua. Sverna come larva giovane e completa lo sviluppo in maggio-giugno. Gli adulti si trovano da giugno ad ottobre.

## Distribuzione
Diffusa in Europa e Asia temperata fino al Giappone. In Italia è presente in tutte le regioni, isole comprese.